# 猪股怜生
猪股 怜生（いのまた れい、2012年11月9日 - ）は、日本の子役。劇団東俳所属。

## 人物
- 特技は、パルクール、珠算、ジグソーパズル[1]。

## 出演

### テレビ
- 土曜☆ブレイク「一撃!メロメロワード」（2019年、TBS）[1]
- 「でこぼこポン!」（2021年 - 、NHK Eテレ）ぼこすけ 役[2]
- 「奇跡体験!アンビリバボー」(フジテレビ）
  - 絶体絶命からの痛快劇!ピンチに登場!ヒーローSP（2023年）[3]
  - 爆笑&衝撃&逆転SP!!（2024年）孝雅（幼少期）役[4]
- 「ハートネットTV フクチッチ」（2024年、NHK Eテレ）[5]

### テレビドラマ
- 孤独のグルメ Season8 第2話 （2019年10月12日、テレビ東京）- 家族客・男の子弟 役
- 「ミステリと言う勿れ」第7話（2022年、フジテレビ）下戸陸太（幼少時代） 役[1]
- 「ももさんと7人のパパゲーノ」（2022年、NHK総合）[6]
- 連続テレビ小説「ちむどんどん」（2022年、NHK総合）キヨシ 役[1]
- 「ノンレムの窓 2022・秋」第2話『放送禁止用語』（2022年、日本テレビ）[1]
- 「岸辺露伴は動かない」第7話、第8話（2022年、NHK総合）[7]
- 「アンメット-ある脳外科医の日記-」第8話（2024年、関西テレビ）綾野楓（幼少期）役[8]

### 映画
- 妖怪大戦争 ガーディアンズ（2021年、東宝・KADOKAWA）渡辺弟 役[9]
- サユリ（2024年8月23日、ショウゲート） - 神木俊 役[10]
- 雪子 a.k.a.（2025年1月25日、パル企画） - 森幸太郎 役[11][12][13]

### CM
- 駅前留学NOVA「教室訪問」編（NOVAバイリンガルKIDS）[1]
- バンドルカード『家族でキャンプ』編（Web）[1]
- 2024年度ACジャパン・NHK共同キャンペーン [14]

### 舞台

#### 劇団東俳
- 「ブンナよ、木からおりてこい」（2018年、座プロローグ）ピョロ 役[1] [15]
- 「王子と乞食」（2018年、座プロローグ）ペーカー 役（A班）[1] [16]
- 「赤ずきん」（2019年、座プロローグ）リバー 役（B班）[1] [17]
- 「ピノッキオ」（2021年、座プロローグ）ピノッキオ 役（B班）[1] [18]

#### 外部出演
- 「妖怪アパートの幽雅な日常」（2019年、紀伊國屋サザンシアター TAKASHIMAYA）クリ 役（Wキャスト）[19]
- 「細雪」（2019年、明治座）秀雄 役[20]
- 新作歌舞伎「風の谷のナウシカ」（2019年、新橋演舞場）ナウシカの幼少時 役
- SF時代活劇「虹色とうがらし」（2021年、あうるすぽっと）山椒 役[21]
- ミュージカル「忍たま乱太郎」
  - 第12弾 まさかの共闘!?大作戦（2021年、東京ドームシティ シアターGロッソ 他）福富しんべヱ 役（Wキャスト）[22]
  - 第12弾再演 まさかの共闘!?大作戦（2022年、東京ドームシティ シアターGロッソ）猪名寺乱太郎 役（Wキャスト）[23]
  - 第15弾 走れ四年生！ 戦え六年生！ 〜閻魔岳を駆け抜けろ〜（2025年、東京ドームシティ シアターGロッソ 他）摂津のきり丸 役（Wキャスト）[24]
- 「僕のヒーローアカデミア」The Ultra Stage 平和の象徴（2022年、KAAT神奈川芸術劇場 ホール 他）出水洸汰 役（Wキャスト）[25]
- 演劇調異譚「xxxHOLiC」-續-（2023年、天王洲 銀河劇場）モロダシ 役（Wキャスト）[26]
- ミュージカル「王様と私」（2024年、日生劇場 他）[27]
- ミュージカル「ビリー・エリオット〜リトル・ダンサー〜」（2024年、東京建物 Brillia HALL 他）トールボーイ役（Wキャスト）[28]
- ミュージカル「贄姫と獣の王〜the KING of BEASTS〜」（2025年、天王洲 銀河劇場 他） - アンサンブル（Wキャスト）[29]

### ネット配信
- 舞台『忍たま乱太郎』ノンストップ配信ドラマ（2023年、NHKグループモール）猪名寺乱太郎 役[30]